# Aguni
Aguni (jap. 粟国村 Aguni-son) – wieś w Japonii, w prefekturze Okinawa, na wyspie Aguni-jima. Według danych na rok 2020 miejscowość zamieszkiwało 683 mieszkańców , a gęstość zaludnienia wyniosła 89,3 os./km².